# Tomaž Križan
Tomaž Križan (madžarsko Krizsán Tamás) je evangeličanski dušni pastir in pisatelj v Slovenski okroglini (Prekmurje in Porabje). † Murska Sobota, po letu 1661.
Neznan je kraj Križanovega rojstva, ampak je mogoče, da je prišel iz Štajerske na Ogrsko. Leta 1626 je bil vpeljan za duhovnika pri Gornjih Petrovcih. Tukaj so uporabljali Trubarjevo Hišno postilo v 17. stoletju.
Križan je leta 1630 prišel na Tišino in tam pridigal, potem l. 1646 deloval v Rogaševcih. Okoli leta 1651 je preselil v Mursko Soboto in bil senior slovenskih evangeličanskih župnij Slovenske okrogline, tudi soudeležen pri razreševanju kalvinsko-luteranskega spora okrog zasedbe pridikantskega mesta v Martjancih.
Križan je bil eden avtor knjige Formule Concordie (Knjige soglasja).